# Casa del Gigante
La casa del Gigante de Ronda (provincia de Málaga, España), es una vivienda particular construida entre finales del siglo XIII y principios del XIV. Semejante a las edificaciones de Granada y las de Magreb, se la considera un pequeño palacio, de los mejores conservados de la arquitectura nazarí. 

## Descripción
Se encuentra dentro del barrio rondeño de "La Ciudad", una de los tres que forman el sector histórico de Ronda, y que corresponde a la antigua 'medina' musulmana, en las proximidades de la Mezquita Mayor.
Su nombre hace referencia a dos grandes relieves antropomorfos en piedra, quizás de origen fenicio o púnico, que decoraban las esquinas del edificio. En la actualidad se conserva solamente uno de ellos, cuya forma es apenas distinguible.
Si bien la estructura actual de la casa ha sido modificada, conserva todavía su trazado original, de diseño oriental. Es característico del mismo que las habitaciones se dispongan en torno a un patio central con alberca. La entrada, que conduce al pórtico y a la sala norte, está decorada con ataurique e inscripciones cursivas. También se conservan vestigios de policromía y vestigios de yeserías parecidas a las de la Puerta del Peinador en La Alhambra de Granada, datadas en el siglo XIV.

## Historia
La Casa de los Gigantes, se edificó a finales del siglo XIII y por sus dimensiones debía ser una las más importantes de la ciudad, propiedad de un importante personaje de la nobleza meriní.
Después de la conquista de Ronda por Fernando, el Católico, el palacio pasó a manos del corregidor Ruy Gutiérrez de Escalante, más tarde fue propiedad de Rodrigo de Ovalle y, a mediados del siglo XVII, de Fernando Reynoso. En sue tiempos (1656) según referencias literarias, se encontraron en el interior de la vivienda antiguos sepulcros con inscripciones y vasos cinerarios, presuntamente romanos.
En el siglo XIX la casa fue una inclusa o casa de expósitos.
En el siglo XX volvió a ser propiedad privada y en el siglo XXI se la rehabilitó para poder ser visitada como testimonio de la arquitectura del último períkodo musulmán en España. Finalmente fue abierta al público en diciembre de 2004 y como centro de interpretación de la vida cotidiana en la España musulmana desde 2015.